# Мануель Агілар Чакон
Мануель Агілар Чакон (ісп. Manuel Aguilar Chacón; 12 серпня 1797 — 7 липня 1846) — державний і політичний діяч, четвертий голова держави Коста-Рики.

## Біографія
Був сином Мігеля Антоніо Агілара-і-Фернандеса (став священником після смерті дружини) та Хосефи де ла Лус Чакон-і-Агілар. Одружився в серпні 1824 року з Інес Куето-і-Гарсія де ла Льяною, від того шлюбу народились четверо дітей.
1821 року здобув ступінь з права в Університеті Леона в Нікарагуа.
- 1824 він став суддею в Коста-Риці;
- від 1824 до 1825 року був членом Конституційної асамблеї;
- від 1825 до 1827 року обіймав посаду головного міністра;
- 1826 року керував школою ла Каса де Енсеньянса де Санто-Томас;
- 1828 року був депутатом парламенту Сан-Хосе;
- 1828 року був обраний федеральним сенатором, однак того разу посаду не зайняв. Та все ж від 1832 до 1833 року все ж зайняв сенаторський пост;
- 1830 року депутати Законодавчої асамблеї обрали Агілара Чакона на посаду голови Верховного суду, але він відмовився її зайняти.

Упродовж 1833 року, поки він виконував функції федерального сенатора у Гватемалі, ліберальні групи з Сан-Хосе й Алахуели підтримали його кандидатуру на пост голови держави Коста-Рики, втім під час голосування йому забракло голосів, і головою держави став Хосе Рафаель Гальєгос.
Мануель Агілар Чакон повернувся до Коста-Рики в листопаді 1833 року. 1835 його знову обрали до лав парламенту Сан-Хосе, де він працював до 1837 року. Після того, коли обраний голова держави Ніколас Уллоа Сото відмовився зайняти посаду, Асамблея віддала свої голоси на користь Агілара Чакона. Втім і тоді він відмовився очолити країну, не визнавши результати голосування.
За підтримки спільнот Алахуели, Картаго та Хередії (тогочасна столиця) Мануель Агілар Чакон переміг Брауліо Каррільйо Коліну на виборах 1837 року та став головою держав. Його заступником став Хуан Мора Фернандес.
За його врядування було скасовано закон 1835 року, відповідно до якого столицю мали перенести до міста Мурсіелаго. Він сприяв розвитку систем охорони здоров'я та освіти, а також реорганізував Верховний суд.
Прибічники Каррільйо Коліни чинили сильний тиск на Агілара Чакона, одного разу його навіть побили. Через це голова держави в березні 1838 року подав у відставку, втім парламент її відхилив.
27 травня 1838 року Мануеля Агілара Чакона було усунуто від посади в результаті військового перевороту, який привів до влади Брауліо Каррільйо Коліну. Агілар Чакон був змушений залишити країну. Спочатку він виїхав до Сальвадору, а потім — до Гватемали.
Надалі він був комісаром Гватемали у Коста-Риці до 1843 року, після чого зайнявся адвокатською практикою. 1845 року коста-риканський уряд призначив його делегатом на конференції Центральноамериканського Союзу, що мала відбутись наступного року в Сонсонате (Сальвадор). Мануель Агілар Чакон прибув до Сонсонате, втім конференція так і не відкрилась.
Він помер 7 липня 1846 року там же, у Сонсонате, через пневмонію.